# Кременецкий детинец
Кременецкий детинец — древнерусский детинец в Кременце, относившемся к Галицко-Волынскому княжеству (ныне город в Тернопольской области Украины). Отличался своей неприступностью.

## История
Археологические источники свидетельствуют о том, что первые укрепления на Замковой горе в Кременце возникли ещё в X веке. Кременец был впервые упомянут в летописи под 1226 годом, когда его безуспешно осаждал венгерский король Андраш II. Во время монгольского нашествия на Русь Кременец и соседний Данилов были единственными городами, от которых войско Батыя отступило ввиду невозможности их взятия. Ипатьевская летопись сообщает, что Батый «видевъ же Кремянец и градъ Данилов, яко не возможно прияти емоу, и отиде от нихъ». Причиной этому стало, вероятно, слишком высокое расположение укреплений, недосягаемых для монгольских метательных машин. В 1255 году Кременец безуспешно пытался брать монгольский военачальник Куремса. В 1260 году деревянная крепость была снесена князем Васильком Романовичем по требованию Бурундая. В XIV веке на его месте князьями Великого княжества Литовского был возведён Кременецкий замок.

## Описание
Кременецкий детинец находился на высокой Замковой горе. С северной, западной и южной сторон он был защищён крутыми склонами горы, с восточной — глубоким и широким рвом. Культурный слой содержит материалы древнерусского (XIII век) и более позднего времени, среди них железные наконечники стрел, ножи, псалий, обломок меча, шиферные пряслица, стеклянные браслеты, керамика). Близ детинца расположено открытое селище. Валы детинца не сохранились.